# 少年維特
少年維特﹝Kidwait﹞是一个乐团，成立于西元2010年10月14日。圍繞著主唱夢露(本名張孟儒)的個人風格。
第一次在河岸留言Live House甄選就順利出線，第一次於小河岸的演出，因為觀眾人數過多導致部分群眾推擠，造成了小小暴動；卻也因為反應熱烈隨即受邀至大河岸演出。
第一次在大河岸的演出就造成轟動，但也因此而深受走紅帶來的困擾，例如位於當代藝術館對面的住處常被記者與歌迷包圍導致主唱夢露在那段期間無法外出。
因為成名之後帶來的壓力影響了創作，故於第二次大河岸的演出之後，少年維特樂團宣布無限期休團至今。

## 音樂風格
主要以流行略帶有grunge與Jpop的風格遊走於主流與非主流之間。主唱夢露擅長用精練的詞句描寫生活中的一切，多愁善感的他從八零年代的hard rock與grunge band中汲取靈感，並從日系樂團中找到自己最舒適輕鬆的定位，不只是聲線與節奏更能抓住要點，歌詞的內涵與行進也與日系的旋律相符合。主要代表作以單曲｢分手信｣最為人稱道。

## 成員
主唱：夢露(本名：張孟儒)   生日：1987/4/26  虛懷若谷，希望能成為有用的人。
吉他手：奧斯丁(本名：許家賓) 
貝斯手：石頭（本名：石哲安）　　
鼓手：老外（本名：魏敦華）